# ダフネ・ローゼン
ダフネ・ローゼン（Daphne Rosen, 1982年6月9日 - ）は、イスラエルのポルノ女優。テルアビブ出身。